# Ada'a Chukala
Ada'a Chukala är ett distrikt i Etiopien.   Det ligger i regionen Oromia, i den centrala delen av landet, 50 km söder om huvudstaden Addis Abeba.